# Hans van den Dungen
Hans van den Dungen (Gilze, 23 november 1961 – aldaar, 20 mei 2023) was een Nederlands voetballer die doorgaans als rechter verdediger speelde. Hij kwam tien seizoenen uit voor NAC (1983-1993), waar hij aanvoerder werd, en speelde drie seizoenen in België voor Hoogstraten VV (1993-1996). Na zijn spelersloopbaan was hij in verschillende functies werkzaam bij NAC en was tevens ondernemer.